# Panda Bear
Panda Bear é o nome utilizado pelo músico experimental Noah Lennox, membro dos Animal Collective, Together e Jane. Escolheu este nome pois, quando era criança, costumava fazer K7 com 4 músicas e,na primeira que fez, desenhou um panda na caixa.
Nas actuações ao vivo dos Animal Collective, toca bateria e, juntamente com Avey Tare, foram os únicos membros da banda a participarem em todos os álbuns deste a fundação do grupo.
A carreira a solo começou com um álbum lançado em 1998 intitulado Panda Bear. Atualmente reside com a sua mulher e filha em Lisboa, Portugal. Nasceu a 17 de Julho de 1978 e estudou na Universidade de Boston.
Foi uma das grandes parcerias no álbum Random Access Memories do duo Daft Punk, colaborando com a faixa "Doin' it right"

## Discografia

#### Álbuns
- Panda Bear (1998, Soccer Star)
- Young Prayer (2004, Paw Tracks)
- Person Pitch (2007, Paw Tracks)
- Tomboy (2011, Paw Tracks)
- Panda Bear Meets The Grim Reaper (2015, Domino)
- Buoys (2019, Domino)
- Reset (2022, Domino)
- Sinister Grift (2025, Domino)

#### EPs
- Mr Noah (2014, Domino)
- Crosswords (2015, Domino)
- A Day with the Homies (2018, Domino)